# Орден Драгоценного жезла
Орден Драгоценного жезла (монг. Эрдэнийн Очир одон?, ᠡᠷᠳᠡᠨᠢ ᠶᠢᠨ ᠸᠴᠢᠷ ᠣᠳᠤᠨ?) — высшая государственная награда Монголии в (1913—1921 и 1991—2002).

## История
После визита в Санкт-Петербург зимой 1912 года сразу после национально-освободительной революции министра иностранных дел Монголии М. Ханддоржа, где он был награждён Орденом Анны I степени, а также Орденами Станислава I и II степени, он предложил Богдо-хану создать собственную наградную систему по образцу российской. Первые ордена были заказаны первым министром Т.-О. Намнансурэном в Санкт-Петербурге в фирме Бока, и изготовлены в 1913 году. Первоначально орден имел три степени, разделённых на классы. К первой степени (тэргүүн зэрэг) относился орден Чингисхана, который предназначался для награждения глав (монархов и наследников престола) иностранных государств, орден Абатай-хана для награждения иностранных князей, и Ундур-гэгэна. Орденами второй и третьей степеней награждали как монгольских, так и иностранных государственных чиновников и частных лиц.
После Народной революции орден был вручён главе советского представительства в столице А. Я. Охтину и начальнику штаба Монгольской народной армии В. А. Хуве, советским военачальникам К. А. Нейману и Д. И. Косичу. Однако вскоре этот орден был упразднён как «феодальный».
Орден был снова учрежден в 1991 году с тремя степенями без классов. Он вручается иностранным государственным деятелям и частным лицам, внёсшим большой вклад в укрепление принципов демократии и сотрудничества с монгольским государством.
С учреждением в 2002 году ордена Чингисхана орден Драгоценного жезла утратил статус высшей награды государства.

## Степени и классы ордена в богдо-ханской Монголии

### I степени
- Орден Чингисхана — золотая отделка по серебру. В центре рубиновая ваджра. Предназначался для награждения иностранных монархов.
- Орден Абатай-хана — в центре ордена рубиновая ваджра, отделанная кораллом. Предназначался для награждения иностранных монархов и членов их семей.
- Орден Ундур-гэгэна — рубиновый, с резным кораллом.

В 1913 году по указу Богдо-хана орденом I степени I класса был награждён Николай II, орденами I степени III класса — российские государственные и военные деятели В. Н. Коковцов, С. Д. Сазонов, В. А. Сухомлинов.

### II степени
Ордена второй степени предназначались для награждения высшего дворянства (жюй-ванов, бэйлэ, бэйсэ, гунов). За период существования богдо-ханской Монголии орденом II степени были награждены 18 иностранцев и монголов.
- Жюй-ванского класса — на медной подкладке. В центре ордена — рубин, в центре ваджры — сапфир.
- Класса бэйлэ — на медной подкладке. В центре ордена — рубин, в центре ваджры — сапфир.
- Класса бэйсэ — в центре ордена и ваджры — резной красный коралл.
- Гунского класса — в центре ордена и ваджры — резной коралл.

### III степени
Этим орденом было награждено 15 человек, в том числе россияне (в их числе награждённый в 1915 году бурятский Хамбо-лама Д.-Д. Итигэлов), монголы, немцы и американцы. Вместе с орденом награждаемому устанавливался соответствующий класс в монгольской системе рангов.
- Для высших чиновников — подкладка из белой меди с золотой отделкой. В центре ордена сапфир, в центре ваджры коралл.
- Для чиновников второго класса — с резным кораллом.
- Для чиновников третьего класса — с бирюзой.
- Для чиновников четвёртого класса — с горным хрусталём.
- Для чиновников пятого класса — с жемчугом.